# Antonio Corpora
Antonio Corpora, né le 15 août 1909 à Tunis et mort le 6 septembre 2004 à Rome, est un peintre expressionniste et abstrait italien originaire de Tunisie.

## Biographie
Antonio Corpora suit des études d'art à l'École des beaux-arts de Tunis sous la direction de Jean Antoine Armand Vergeaud (1876-1949). En 1929, il expose ses premières toiles au Salon tunisien.
En 1930, il se rend à Florence pour étudier et copier des peintures anciennes. En 1931, il s'installe à Paris où il rencontre Alberto Giacometti. Il est sensibilisé aux divers courants artistiques foisonnants en France, s'aventure dans l'impressionnisme, le fauvisme, le cubisme, le surréalisme et l'abstraction. Ses premières toiles représentent des natures mortes, des fleurs et des marines.
En 1932, il part en Italie et s'installe à Rome. Faisant de nombreux aller-retour entre Rome et Tunis, Antonio Corpora participe à la formation du Groupe des Quatre avec Moses Levy, Pierre Boucherle et Jules Lellouche, groupe qui constitue, après-guerre, le futur courant artistique tunisien post-colonial de l'École de Tunis. 
Pendant la Seconde Guerre mondiale, Corpora se réfugie dans sa ville natale de Tunis. Après la guerre, il rejoint le mouvement artistique néo-cubiste de Rome puis le Fronte nuovo delle arti (it) (Front nouveau des arts). Il participe à la 26e Biennale de Venise. En 1948, il s'oriente nettement vers l'art abstrait et l'expressionnisme.

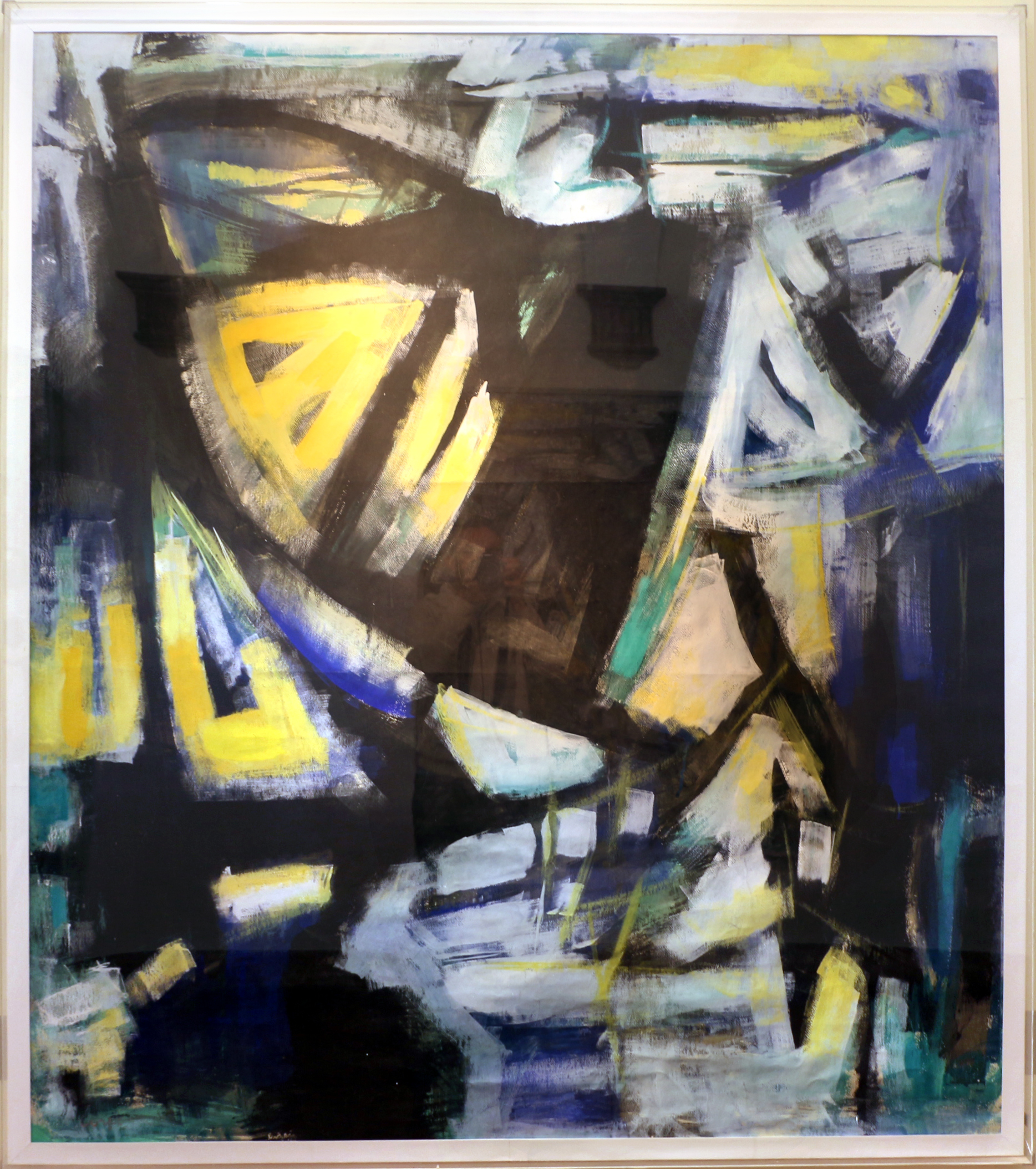
Sans titre, 1957.

Il appartient au groupe d'artistes italiens Gruppo degli otto (it) (Groupe des Huit), fondé en 1952 et dissout en 1954. Sa première exposition à Paris a lieu en 1952, à la Galerie de France. En 1956, Christian Zervos publie un ouvrage sur l'œuvre récente de Corpora aux éditions Cahiers d'art, à l'occasion d'une autre exposition parisienne. Dans les années 1950 et 1960, les expositions s'enchaînent en Italie, France, Allemagne, Norvège, Argentine, aux États-Unis et au Japon.
Corpora expose quatre fois à la Biennale de Venise entre 1948 et 1956. En 1968, il expose à la fois à la Biennale de Venise et à la Biennale de Rome et remporte les deux prix de ces deux biennales.
En 1975, Antonio Corpora travaille sur des toiles rugueuses avec du plâtre de Paris et du sable, qu'il enduit de couleurs mouvantes. Par la suite, il revient aux compositions avec des bandes de couleur.
Les principales œuvres d'Antonio Corpora sont conservées dans de nombreux musées d'art moderne, notamment à Rome, Trieste, Paris, São Paulo, New York, Pittsburgh, Hambourg et Stockholm.